# Cuisine équatoguinéenne
La cuisine équatoguinéenne est un mélange de cuisines tribales mais aussi espagnole et marocaine.
En tant que nation la plus riche d'Afrique de l'Ouest, sa cuisine intègre diverses viandes, y compris la  viande de brousse, mais aussi le poisson. Les fruits, le piment et les épices y sont populaires.
Les piments et autres épices sont populaires. Les ingrédients clés de la cuisine équato-guinéenne proviennent de plantes et d'animaux locaux, notamment les plantains, la patate douce, l'arbre à pain, le manioc, l'igname, le taro (appelé localement malanga), les arachides et les escargots.

## Plats
- Soupe au poivre, une soupe d'Afrique de l'Ouest généralement composée de poivre, de viande et de noix de muscade
- Sopa de pescado con cacahuete[4], une soupe d'arachides avec du poisson, des oignons et des tomates
- Bambucha[5], un ragoût ou une sauce à base de feuilles de manioc tendres écrasées et bouillies avec des épices et du jus de palmistes (appelées localement dattes). Elle est généralement accompagnée de plantain ou de manioc bouillis ou frits.

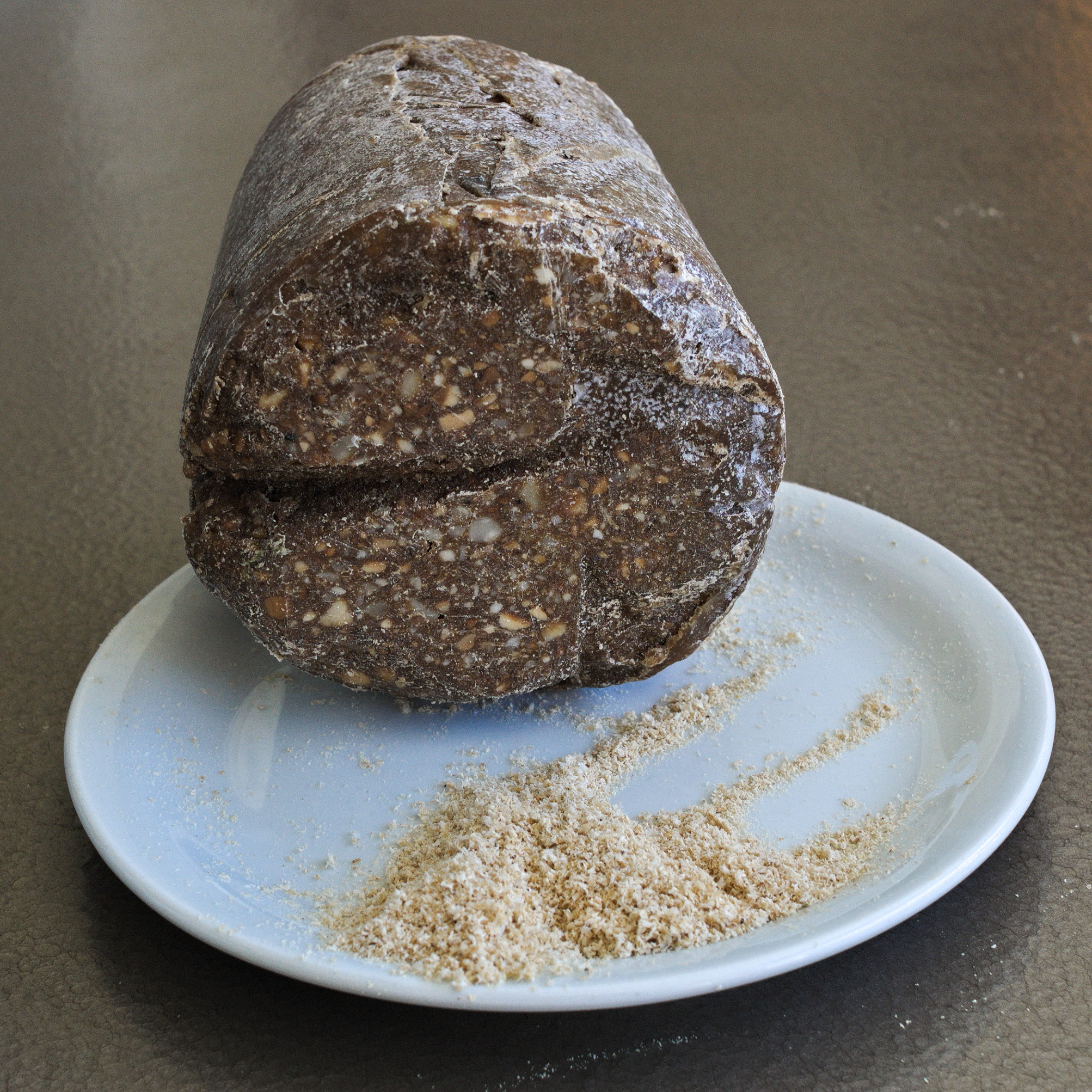
Modica en bloc
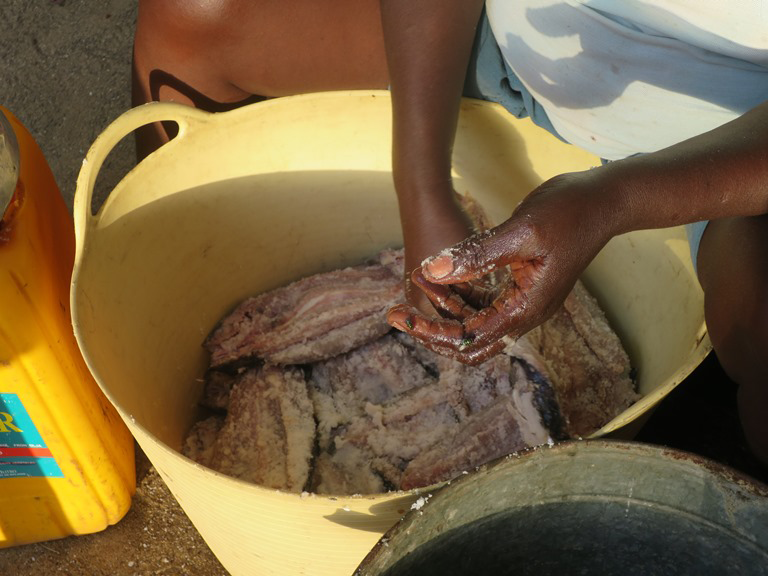
poisson salé
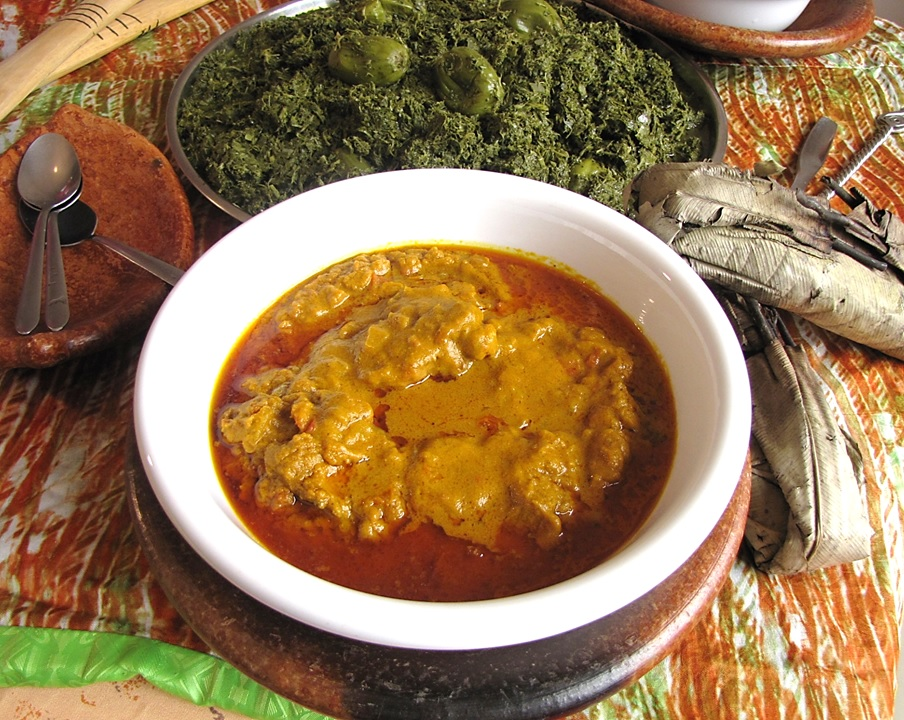
Poulet à la sauce moambe
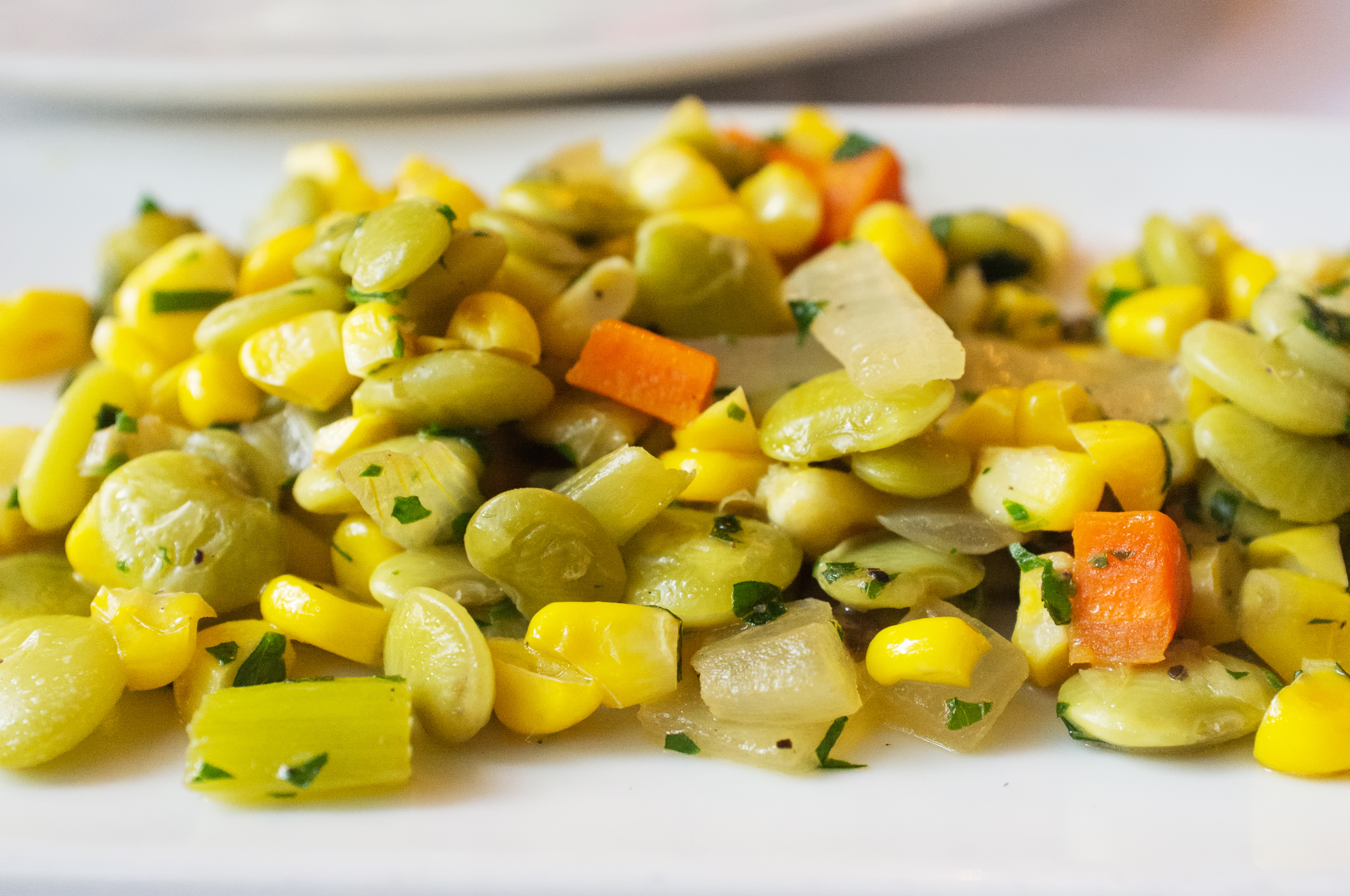
Succotash
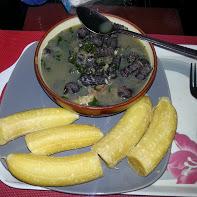
Soupe de poivre plantain
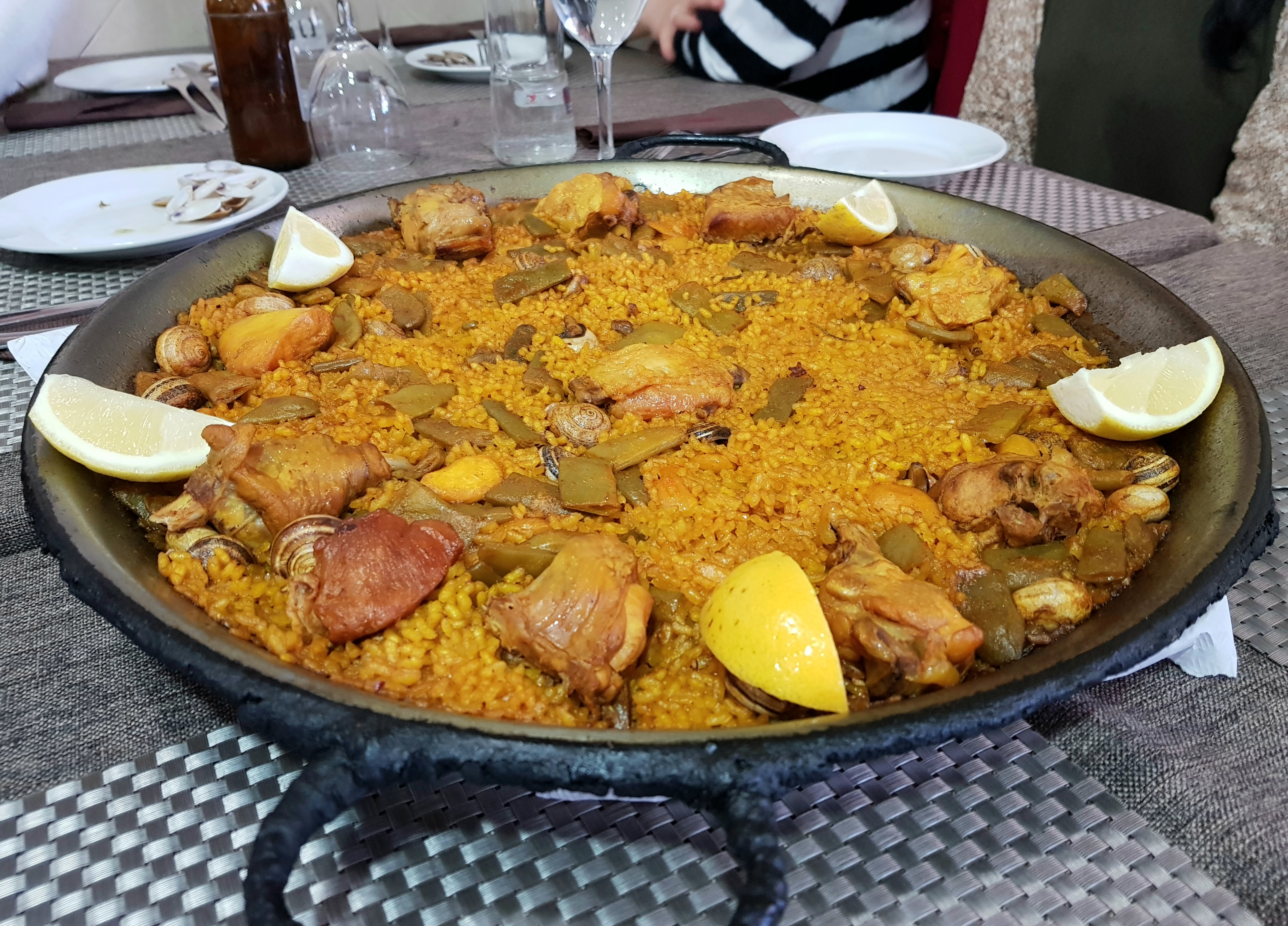
Paella